# Engines of Creation
Engines of Creation  studijski je album američkog rock instrumentaliste    Joe Satriania koji izlazi u ožujku 2000.g. Satriani na albumu dosta eksperimentira pa se tako većina skladbi programira na sintisajzeru. Jedina skladba koja nije programirana na računalu zove se, "Until We Say Goodbye" i 2001.g. nominirana je za nagradu Grammy u kategoriji najbolja instrumentalna rock izvedba.

## Popis pjesama
1. "Devil's Slide" – 5:11
2. "Flavor Crystal 7" – 4:26
3. "Borg Sex" – 5:27
4. "Until We Say Goodbye" – 4:31
5. "Attack" – 4:22
6. "Champagne?" – 6:04
7. "Clouds Race Across the Sky" – 6:14
8. "The Power Cosmic 2000 – Part I" – 2:10
9. "The Power Cosmic 2000 – Part II" – 4:23
10. "Slow and Easy" – 4:44
11. "Engines of Creation" – 5:58

## Popis izvođača
- Joe Satriani - gitara, klavijature, programer
- Eric Caudieux - klavijature, bas-gitara, programer